# Oedicentra albipennis
Oedicentra albipennis är en fjärilsart som beskrevs av W. Warren 1902. Oedicentra albipennis ingår i släktet Oedicentra och familjen mätare. Inga underarter finns listade i Catalogue of Life.